# طارق الجرمونی
طارق الجرمونی (انگلیسی: Tarik El Jarmouni؛ زادهٔ ۳۰ دسامبر ۱۹۷۷) بازیکن فوتبال اهل مراکش است.
از باشگاه‌هایی که در آن بازی کرده‌است می‌توان به باشگاه فوتبال ارتش سلطنتی مراکش، باشگاه فوتبال الوداد کازابلانکا، باشگاه فوتبال الرجا، باشگاه ورزشی زمالک و باشگاه فوتبال قنیطره اشاره کرد.
وی به همراه تیم ملی فوتبال مراکش در بازی‌های المپیک تابستانی ۲۰۰۰ شرکت کرده است.